# Santa Cruz de la Sierra (kommunhuvudort)
Santa Cruz de la Sierra är en kommunhuvudort i Spanien.   Den ligger i provinsen Provincia de Cáceres och regionen Extremadura, i den centrala delen av landet, 220 km sydväst om huvudstaden Madrid. Santa Cruz de la Sierra ligger 455 meter över havet och antalet invånare är 311.
Terrängen runt Santa Cruz de la Sierra är varierad. Runt Santa Cruz de la Sierra är det mycket glesbefolkat, med 4 invånare per kvadratkilometer. Närmaste större samhälle är Trujillo, 13,8 km norr om Santa Cruz de la Sierra. Trakten runt Santa Cruz de la Sierra består till största delen av jordbruksmark.